# Iñaki de Miguel
Ignacio de Miguel Villa (Madrid, España, 24 de octubre de 1973), conocido como Iñaki de Miguel, es un conferenciante, filántropo y exjugador de baloncesto español, que ocupaba la posición de pívot. Se formó en las categorías inferiores del CB Estudiantes y ha sido internacional con la selección española.

## Trayectoria
Formado en la cantera del Colegio Caldeiro de Madrid y del Estudiantes, era el prototipo de pívot peleón, lo que le llevó a tener una carrera interesante. En sus inicios en el Estudiantes, le benefician las lesiones de pívots americanos para hacerse un hueco en el equipo, donde se asentaría gracias a su garra y coraje en el juego interior. Después de debutar con España en el mundial del año 1998, al año siguiente se consolida en el Europeo del año 1999, gracias a una gran defensa sobre el legendario Arvidas Sabonis en el partido de cruces de cuartos de final., la selección venía de hacer un torneo muy mediocre, y después de terminar cuartos en su grupo se enfrentaron a Lituania que terminó primera de su grupo, el equipo español se colgaría una medalla de plata finalmente al terminar perder la final contra Italia. Jugaría durante 4 años en el Olympiakos del Pireo, abonando el equipo griego 200 millones al Estudiantes en concepto de traspaso. Su siguiente equipo sería el Club Baloncesto Lucentum Alicante, jugando a un gran nivel durante 3 años, lo que le hace volver a la selección, siendo convocado  para el Eurobasket 2005. Sus siguientes equipos, ya con menos importancia en el juego y ya en la recta final de su carrera serían el CB Málaga y el CB Sevilla, además de aportar su veteranía en el equipo filial del Real Madrid, llegando a tener apariciones en el primer equipo, de nuevo Lucentum Alicante, en una breve experiencia. Se retira definitivamente en el CB Las Rozas.

## Clubes
| Años      | Club                  | País   | Liga             |
| --------- | --------------------- | ------ | ---------------- |
|           | CB Estudiantes        | España | Cantera          |
| 1992-93   | Estudiantes           | España | Segunda División |
| 1993-94   | Estudiantes           | España | ACB              |
| 1994-95   | Estudiantes           | España | Liga EBA         |
| 1994-99   | Estudiantes           | España | ACB              |
| 1999-03   | Olympiacos B.C. Pireo | Grecia | HEBA             |
| 2003-06   | Etosa Alicante        | España | ACB              |
| 2006-07   | Unicaja Málaga        | España | ACB              |
| 2007-09   | Cajasol               | España | ACB              |
| 2009-2011 | Real Madrid "B"       | España | LEB Plata        |
| 2011      | Meridiano Alicante    | España | ACB              |
| 2011-2012 | CB Las Rozas          | España | LEB Plata        |

## Palmarés
- 1997 Juegos del Mediterráneo. Selección de España Promesas. Bari. Medalla de Oro
- Subcampeón en el Eurobasket 1999 de Francia.
- 2001-02 Copa de Grecia. Olympiakos Pireo. Campeón

## Nominaciones
- 1997-98 ACB. Adecco Estudiantes. Mejor Sexto Hombre. Revista Gigantes del Basket.